# Antanartia hippomene
Antanartia hippomene là một loài bướm ngày thuộc họ Nymphalidae. Nó được tìm thấy ở Nam Phi và Madagascar.
Sải cánh dài 45–45 mm đối với con đực và 42–48 mm đối với con cái. Chúng có hai hoặc ba giai đoạn bay với cao điểm giữa tháng 4 và tháng 5.
Ấu trùng ăn các loài Fleurya capensis, Laportia peduncularis, Pouzolia parasitica, Didymodoxa caffra và Urticas.

## Phân loài
- A. h. hippomene
- A. h. madegassorum (Aurivillius, 1899)